# Erpho

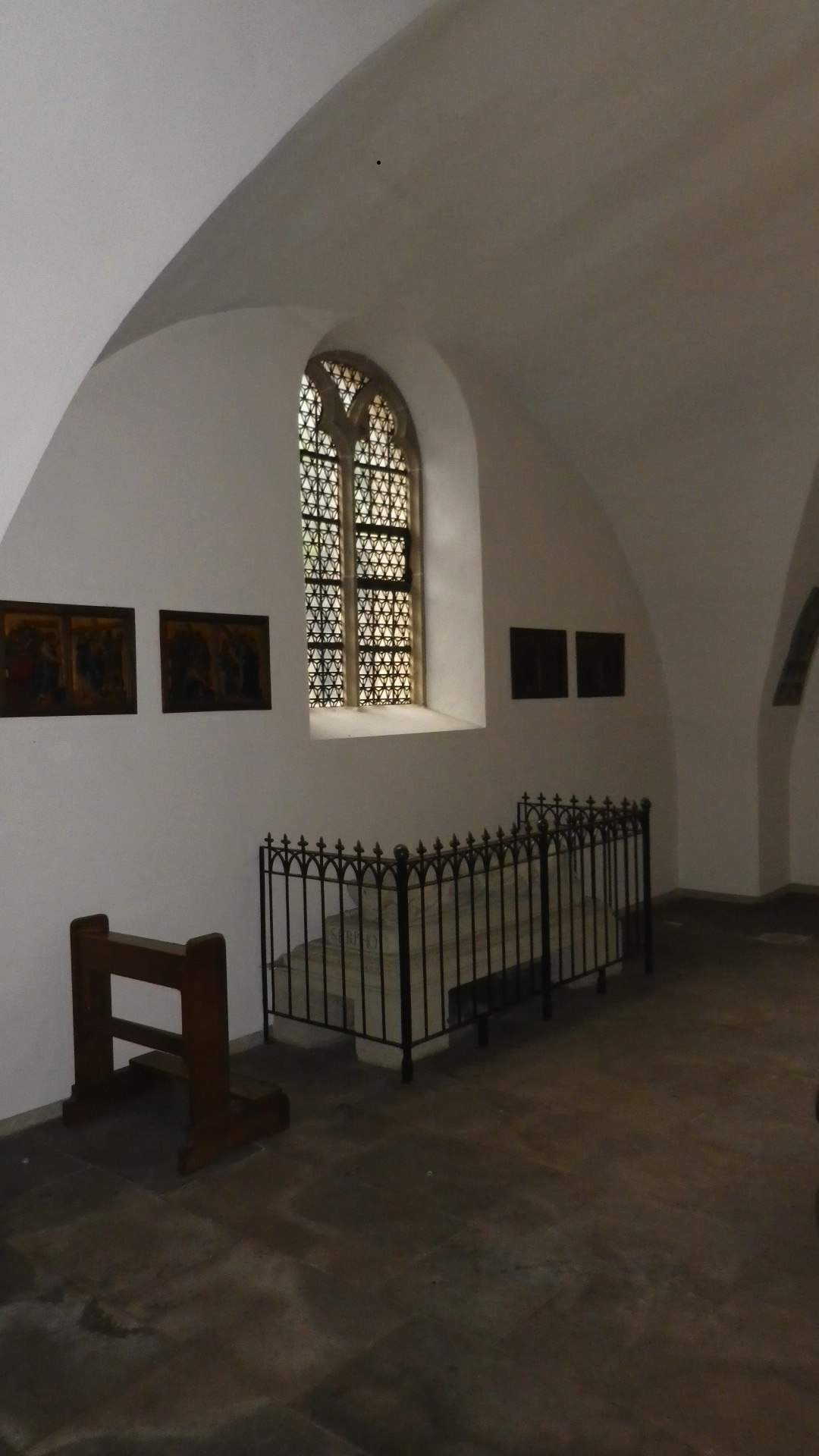
Das Erphograb in der Münsterschen St.-Mauritz-Kirche

Erpho (* vor 1085; † 9. November 1097) war von 1085 bis zu seinem Tode im Jahre 1097 Bischof von Münster.
Vor seiner Weihe zum Bischof von Münster im Jahre 1085 war Erpho zunächst Dompropst am St.-Paulus-Dom, dessen Neubau er im Jahre 1090 weihte. Neben diesem Neubau gehen mehrere Kirchenbauten in Münster auf ihn zurück. Weiterhin überreichte er den örtlichen Kirchen und Stiftungen mehrere Zuwendungen, darunter das nach ihm benannte „Erpho-Kreuz“.
Während der Zeit des Investiturstreits stand Erpho auf der Seite von Kaiser Heinrich IV. Auch nach dessen Niederlage gegen Papst Gregor VII. und dem Gang nach Canossa blieb er Heinrich IV. treu. Einige Jahre später unternahm er 1091/92 eine Wallfahrt ins Heilige Land.
In Münster wird er als Heiliger verehrt. Sein Gedenktag ist der 9. November.
Eine der Kirchen in Münster (Erphokirche) sowie das Erpho-Stadtviertel sind nach ihm benannt. Begraben ist er in der St.-Mauritz-Kirche, deren Bau er vermutlich zum Abschluss brachte und weihte.